# Rotondi (Kampanien)
Rotondi ist eine italienische Gemeinde mit 3410 Einwohnern (Stand 31. Dezember 2023) in der Provinz Avellino in der Region Kampanien. Sie ist Teil der Bergkommune Comunità Montana Partenio - Vallo di Lauro.

## Geografie
Die Nachbargemeinden sind  Airola (BN), Avella, Bonea (BN), Cervinara, Montesarchio (BN), Paolisi (BN) und Roccarainola (NA). Ein weiterer Ortsteil ist Campizze.